# De Andere Wereld (radioprogramma)
De Andere Wereld (eerder De Andere Wereld van Zondagmorgen) was een radiorubriek van de Nederlandse omroep IKON. Met haar eerste uitzending op 4 januari 1976 en bijna onafgebroken staat van dienst tot december 2013 was het het oudste Nederlandse journalistieke radioprogramma.

## Geschiedenis
Het programma begon op 4 januari 1976 op Hilversum 1 en heette de eerste 2 afleveringen De andere werkelijkheid van Zondagmorgen.
Tussen 7 oktober 1984 en 24 februari 1985 was het programma tijdelijk vervangen door IKON-radioprogramma Het Vijfde Wiel. Vanaf 3 maart 1985 was De Andere Wereld van Zondagmorgen weer te beluisteren op Hilversum 2.
Van december 1985 tot en met december 1991 werd het programma uitgezonden op Radio 5 van 11.00 tot 12.00 uur. Vanaf januari 1991 kreeg het programma zendtijduitbreiding en werd het ook uitgezonden van 9.30 tot 10.00 uur op Radio 1.
Na 1992 bleef er een ochtenduitzending op Radio 1 bestaan (7.00 tot 8.00 uur), de zenduren op Radio 5 werden uitgebreid met uitzendingen op zondagmiddag en zondagavond (De Andere Wereld van Zondagmiddag/Zondagavond).
Van 2005 tot 2010 was het programma weer uitsluitend op de vroege zondagochtend te beluisteren op Radio 1 en kreeg de programmatitel De Andere Wereld. Het programma had als enige IKON-programma op Radio 1 een vast luisterpubliek (circa 220.000 luisteraars), en had daarmee een luistertijdaandeel van ongeveer 30%.
De ondertitel van het programma luidde vanaf 2007: Eén uur verbeeldende journalistiek. De Andere Wereld pretendeerde een inhoudelijk programma te bieden in een aansprekende vorm, en naar verluidt probeerden de programmamakers om onderwerpen en personen uit de actualiteit te belichten die verder niet of nauwelijks aan bod kwamen.
In 2010 besloot de Raad van Bestuur van de Publieke Omroep dat het programma moest verhuizen van Radio 1 naar (de veel slechter beluisterde zender) Radio 5. Ondanks een publiekscampagne met protesten van circa 4000 luisteraars, onder wie vele prominenten, ging de verhuizing per september 2010 door. In september 2011 verhuisde het programma van de zondagochtend naar de zondagmiddag (16.00-17.00 uur).
De laatste uitzending van De Andere Wereld was op 29 december 2013.